# سید محمد حکاک قزوینی
سید محمد حکاک قزوینی (متولد ۲۰ مرداد ۱۳۳۶، قزوین)، دانشیار گروه فلسفه دانشگاه بین‌المللی امام خمینی و معاون آموزشی این دانشگاه است. وی در شهریور ۱۳۹۱ در مراسمی با حضور علی‌اکبر صالحی به عنوان چهره ماندگار قزوین برگزیده شد.

## تحصیلات
وی دانش‌آموخته مهندسی شیمی از دانشگاه صنعتی شریف در مقطع کارشناسی و فلسفه از دانشگاه تهران در مقطع کارشناسی ارشد و دکتری است.